# 克勒什瑙吉豪尔沙尼
克勒什瑙吉豪尔沙尼，是匈牙利贝凯什州所辖的一个村。总面积19.91平方公里，总人口549，人口密度27.6人/平方公里（2011年1月1日）。